# Municipio de Clear Lake (condado de Hamilton)
El municipio de Clear Lake (en inglés: Clear Lake Township) es un municipio ubicado en el condado de Hamilton en el estado estadounidense de Iowa. En el año 2010 tenía una población de 676 habitantes y una densidad poblacional de 7,26 personas por km².

## Geografía
El municipio de Clear Lake se encuentra ubicado en las coordenadas 42°14′44″N 93°46′33″O / 42.24556, -93.77583. Según la Oficina del Censo de los Estados Unidos, el municipio tiene una superficie total de 93.12 km², de la cual 93,09 km² corresponden a tierra firme y (0,03 %) 0,03 km² es agua.

## Demografía
Según el censo de 2010, había 676 personas residiendo en el municipio de Clear Lake. La densidad de población era de 7,26 hab./km². De los 676 habitantes, el municipio de Clear Lake estaba compuesto por el 97,49 % blancos, el 0,3 % eran afroamericanos, el 0,15 % eran amerindios, el 0,15 % eran asiáticos, el 0,89 % eran de otras razas y el 1,04 % eran de una mezcla de razas. Del total de la población el 1,48 % eran hispanos o latinos de cualquier raza.